# Liste schwäbischer Adelsgeschlechter/O

## O
| Name                   | Stammsitz                                                             | Stand                                               | Anmerkungen zu Geschichte und Verbreitung          | Mitgliedschaft in Adelsvereinigungen, Bündnissen oder Matrikeln                        | Links zu relevanten Bildergalerien                                                                                     | Wappen               |
| ---------------------- | --------------------------------------------------------------------- | --------------------------------------------------- | -------------------------------------------------- | -------------------------------------------------------------------------------------- | --- | -------------------- |
| Marschall von Oberdorf | Oberndorf am Lech                                                     | bischöflich-augsburgische Marschälle und Truchsesse |                                                    | Leitbracken                                                                            | | Scheibler            |
| Oettingen              |                                                                       |                                                     |                                                    | Leitbracken                                                                            | Ratsitzung Graf Eberhard des Milden von Württemberg (regierte 1392–1417) Graf von Oettingen Nr. 44 weitere Bilder hier | Scheibler Siebmacher |
| Ofteringen             | Ofteringen                                                            |                                                     |                                                    | Leitbracken                                                                            | | Scheibler            |
| Öpfingen               | Öpfingen                                                              | Ministerialen der Grafen von Berg                   | erloschen 1482                                     | Leitbracken                                                                            | | Scheibler            |
| Otting                 | Otting                                                                | Ritter                                              | erwähnt 1245, Erbkämmerer des Hochstifts Eichstätt | Leitbracken                                                                            | | Ingeram-Codex        |
| Ow auch Aw             | Ahldorf, Bierlingen, Felldorf, Hirrlingen (1722 verkauft), Wachendorf | Reichsritter Freiherren                             |                                                    | Leitbracken Sankt Jörgenschild Teil am Neckar, 1488 Kanton Neckar-Schwarzwald, ab 1548 | | Siebmacher           |